# 雷斯米·奥欣克
雷斯米·奥欣克（荷蘭語：Reshmie Oogink，1989年10月26日—），荷兰女子跆拳道运动员，她曾获得2017年世界跆拳道锦标赛女子73公斤级铜牌。2021年，她因感染SARS-CoV-2而无缘东京奥运。